# Parole-Programm für Kubaner, Haitianer, Nicaraguaner und Venezolaner
Das Parole-Programm für Kubaner, Haitianer, Nicaraguaner und Venezolaner (englisch Humanitarian Parole for Cubans, Haitians, Nicaraguans, and Venezuelans – CHNV Parole program) war ein von 2022 bzw. 2023 bis 2025 laufendes Programm der Migrationspolitik der USA. Es ermöglichte Bürgern aus Kuba, Haiti, Nicaragua und Venezuela sowie ihren unmittelbaren Familienangehörigen einen bis zu zwei Jahre langen Aufenthalt in den Vereinigten Staaten. Außerdem gab es ihnen eine Arbeitserlaubnis, wenn eine Person in den USA sie finanziell unterstützte.
Das Programm ermöglichte einem Kontingent von monatlich 30.000 Menschen aus den vier Ländern die Einreise in die USA. Das Programm wurde von 2022-2025 (Venezuela) bis 2023-2025 (Kuba, Haiti und Nicaragua) als Reaktion auf die hohe Zahl von Migranten und Asylsuchenden aus diesen Ländern umgesetzt, die über die Grenze zwischen Mexiko und den USA einreisten. Jedes der vier Länder ist mit politischer, sozialer und/oder wirtschaftlicher Instabilität konfrontiert.
Das Parole-Programm trug dazu bei, die Zahl der Menschen dieser Nationalitäten, die über die mexikanische Grenze in die USA einreisten, deutlich zu reduzieren. Nach der Einführung der humanitären Bewährung für Venezolaner sank die Zahl der vom US-Heimatschutzministerium wöchentlich angetroffenen Venezolaner um über 90 %.
Die US-Regierung (Kabinett Biden) versprach, alle Personen aus diesen vier Ländern abzuschieben, die nicht über das Programm in die USA gelangten.
Das Parole-Programm orientierte sich am Programm „Uniting for Ukraine“, das als Reaktion auf die große Zahl von Ukrainern eingeführt wurde, die 2022 nach dem Beginn der russischen Invasion in der Ukraine am 24. Februar 2022 an der US-Grenze zu Mexiko ankamen.

## Aussetzung und Programmende
Im August 2024 wurde das Programm aufgrund von Betrugsermittlungen für drei Wochen ausgesetzt. Am 29. August 2024 wurde es mit zusätzlichen Sicherheitsmaßnahmen, darunter der Abnahme von Fingerabdrücken der Sponsoren, wieder aufgenommen. Nach der Wiederaufnahme des Programms gab es zahlreiche Berichte über annullierte Reisegenehmigungen und Verzögerungen im Verfahren.
US-Präsident Donald Trump beendete das Programm am 20. Januar 2025 (dem ersten Tag seiner zweiten Präsidentschaft) per Executive Order. Die Immigranten sollten am 24. April 2025 ihren legalen Status verlieren. Nachdem ein Bundesgericht die Abschiebungen zunächst gestoppt hatte, erlaubte der Oberste Gerichtshof die sofortigen Deportationen auch bei noch laufenden Verfahren, ohne jedoch in der Sache zu entscheiden.
Bis Ende August 2024 waren rund 530.000 Migranten in die USA eingereist, davon rund 214.000 aus Haiti, 117.000 aus Venezuela, 111.000 aus Kuba und 96.000 aus Nicaragua.